# Proseč pod Křemešníkem
Proseč pod Křemešníkem là một làng thuộc huyện Pelhřimov, vùng Vysočina, Cộng hòa Séc.